# 柳巴希
51°22′39″N 26°1′26″E / 51.37750°N 26.02389°E
柳巴希（烏克蘭語：Любахи），是烏克蘭西北部的村莊，隸屬里夫內州的瓦拉什區。該村面積32平方公里，海拔高度167米，人口631，人口密度每平方公里19.7人。